# De Ruyter-medaille
Met de De Ruyter-medaille, een Koninklijke onderscheiding, eert Nederland sinds 1907, de driehonderdste verjaardag van de geboorte van de zeeheld, admiraal Michiel de Ruyter.
In 1907 werd op alle mogelijke manieren aandacht aan de zeeheld besteed. Nationalisme en de vanwege de Tweede Boerenoorlog sterk anti-Engelse sentimenten in Nederland waren daar debet aan.
De De Ruyter-medaille werd als "Eereteken voor de Koopvaardij" ingesteld in het Koninklijk Besluit no. 1 van 23 maart 1907. Het besluit noemde het toen een "Eereteeken voor schippers, stuurlieden en verdere leden der bemanning van koopvaardij- en visschersschepen en andere personen, die zich door verdienstelijke daden voor de Nederlandsche scheepvaart hebben onderscheiden". Ze kan, zo is in het besluit vastgelegd, worden toegekend in goud, zilver of brons. Toekenningen geschieden op voordracht van de ministerraad en bij Koninklijk Besluit.
Op diezelfde 23e maart 1907 werden ook de eerste achttien medailles bij K.B. toegekend.
De naam "De Ruyter-medaille" wordt, zo meldt de publicist en verzamelaar Henny Meijer, vanaf het begin gebruikt in de officiële correspondentie over het nog te formuleren en vast te stellen Koninklijk Besluit, maar pas officieel in een Koninklijk Besluit van 21 februari 1949 aan de medaille gegeven. Men schrijft dat koningin Wilhelmina zelf heeft voorgesteld om deze medaille voor redders, reders en zeevarenden in te stellen.

## De vormgeving van de medaille
De De Ruyter-medaille is rond, zij heeft geen verhoging in de vorm van een kroon of een ander ornament en heeft een diameter van 24 millimeter. De voorzijde vertoont het borstbeeld van admiraal De Ruyter naar het bekende portret van de schilder Ferdinand Bol. De admiraal is afgebeeld met de keten van de Orde van Sint-Michel van Frankrijk. Langs de rand is het omschrift "M . Az . DE . RUYTER . 1607 . 24 . 3 . 1907" geplaatst.
Op de keerzijde staat binnen het randschrift "KON . BELOONING . V . VERDIENSTE . V.D. NED. SCHEEPVAART", het wapen van admiraal De Ruyter. Als gebruikelijk is de keten van zijn ridderorde om het wapenschild gehangen.

## De draagwijze van de medaille
De medaille wordt gedragen aan een donkeroranje lint met een breedte van 27 millimeter. Wanneer de baton op een uniform gedragen wordt, dan wordt hier een rond schijfje met de letter "R" op bevestigd. Het metaal van dit schijfje is gelijk met dat van de toegekende medaille. Er is geen bepaling voor de wijze waarop dames hun medaille moeten dragen vastgesteld en ook voor kostuums is geen draaginsigne of "lintje" vastgesteld. De medaille wordt daarentegen wél als miniatuur gedragen op rokkostuums.

## De geschiedenis van de medaille
Bij Koninklijk Besluit no. 51 werd bepaald dat de onderscheiding kon worden ingetrokken wegens "onvaderlands gedrag" in de Tweede Wereldoorlog. Deze "zuivering", door een speciaal ingestelde commissie, had in twee gevallen tot gevolg dat de drager zijn medaille in 1950 weer moest inleveren. Dat een medaille "gezuiverd" werd, is uitzonderlijk te noemen. De nadruk van de zuivering viel immers op de dragers van de Nederlandse ridderorden.
In de periode 1907-2006 werden 86 gouden, 88 zilveren en 28 bronzen De Ruyter-medailles uitgereikt.
In totaal zijn 110 zeevarenden onderscheiden en 92 personen aan de wal. Een Nederlandse gezagvoerder bij de koopvaardij ontving zowel een zilveren als een gouden De Ruyter-medaille. Hij heeft de zilveren medaille bij zijn bevordering niet in hoeven leveren maar verloor beide tijdens de naoorlogse zuivering. De gouden medailles zijn oververtegenwoordigd omdat de regering in 1969 besloot om alleen nog gouden medailles te verlenen.
De groep die de meeste De Ruyter-medailles heeft gekregen zijn de gezagvoerders ter koopvaardij. Het gaat om 33 medailles waarvan 23 in zilver. De tweede plaats is voor ambtenaren die aan de wal werkten. Zij kregen 25 De Ruyter-medailles. Hier zijn ook de meeste gouden De Ruyter-medailles toegekend, namelijk 17 stuks. Op de derde plaats komen de aan de wal geplaatste functionarissen van scheepvaartmaatschappijen, onder wie reders en directieleden. Zij kregen 21 De Ruyter-medailles waarvan 14 gouden medailles.
Aan het einde van de jaren zestig ontstond discussie over het toekennen van deze onderscheiding. De aanleiding hiervoor was dat de medaille, die toch in de eerste plaats bedoeld is voor zeevarenden, in de praktijk vaak aan personen die aan de wal werkzaam waren werd uitgereikt. De ministerraad heeft daarom besloten om de in 1907 vastgelegde criteria voor toekenning van de De Ruyter-medaille nauwkeuriger te interpreteren. Zo dacht de regering de oorspronkelijke opzet meer recht te kunnen doen. Dit leidde tot het besluit dat de De Ruyter-medaille voortaan wordt toegekend aan:
- Zeevarenden, die zich bij de uitoefening van hun functie hebben onderscheiden door uitzonderlijke daden van zeemanschap
- Hun, die zich door bijzondere prestaties op nautisch of scheepstechnisch gebied bijzondere verdiensten hebben verworven voor de Nederlandse scheepvaart

Prins Bernhard was jarenlang erevoorzitter van het comité en heeft de medaille vaak uitgereikt.

## Enige dragers
- P.J.A. Kramer, schipper van de reddingboot IJmuiden kreeg de bronzen medaille in 1907
- K. Boorsma, grondlegger van het zeevaartkundig onderwijs te Katwijk, mede-oprichter en directeur van de Visserijschool aldaar, kreeg de gouden medaille in 1909
- dr. J.P. van der Stok, KNMI, voor het maken van methoden voor getijvoorspellingen in 1912
- Kapitein D.H. Doeksen, secretaris-penningmeester van de pl.cie. op Terschelling kreeg de zilveren medaille in 1928
- H. Toxopeus, vertegenwoordiger van de KNZHRM op Rottumeroog kreeg de zilveren medaille in 1928
- M. Bolle Dzn, agent te Haamstede kreeg de zilveren medaille in 1924
- W. Gordon, inspecteur te Rotterdam kreeg de zilveren medaille in 1924
- J. van Rees, inspecteur te Rotterdam kreeg de zilveren medaille in 1924
- B.F. Blokland, stoker stoomreddingboot te ’s-Gravensande kreeg de bronzen medaille in 1924
- J. Hollander, reddingsbootroeier te Callantsoog, kreeg de bronzen medaille in 1924
- J. van Mastrigt, machinist stoomreddingboot te Hoek van Holland kreeg de bronzen medaille in 1924
- H. Vruggink, commissaris loodswezen en agent te Hoek van Holland kreeg de zilveren medaille in 1925
- A. Ros, sub-agent kreeg de bronzen medaille in 1925
- A. van der Klooster, schipper van de reddingboot Prins der Nederlanden te Hoek van Holland kreeg de bronzen medaille in 1925
- K. Visser, gezagvoerder van de Willem Barendsz kreeg de gouden medaille in 1948
- Th.P. van den Bergh, directeur Radio Holland, 1921-1952, kreeg de gouden medaille 12 maart 1953
- H. Groen, schipper van de visserskotter KW 26 "Concordia", kreeg de zilveren medaille in 1954 voor de redding van de bemanning van kotter de KW 140 "de Voorwaarts" tijdens de februaristorm in 1953
- J. Verhoef, oprichter van Verhoef Aluminium Scheepsbouwindustrie BV in Aalsmeerderbrug kreeg de gouden medaille in 1991. De heer Verhoef bouwde reddingboten en ontwikkelde de vrijeval-reddingboot voor schepen en offshore-installaties
- C. Thuring, kapitein van een coaster, redde in 2006 met gevaar voor eigen leven de bemanning van een brandend koopvaardijschip. Hij ontving in datzelfde jaar de gouden De Ruyter-medaille
- 6 personen, 3 van Mammoet en 3 van Smit Internationale hebben in 2001 de gouden De Ruytermedailles ontvangen voor hun aandeel bij de berging van de Russische atoomonderzeeboot ‘Koersk
- S.E. Wiebenga, directeur van de Koninklijke Nederlandse Redding Maatschappij kreeg de gouden medaille in 2007
- A.T. Ruijg, voormalig schipper van de Koninklijke Nederlandse Redding Maatschappij en kapitein Hans Lodder, commandant het Nederlandse fregat Hr. Ms Tromp kregen de gouden medaille in 2011[2]
- Kapitein G. Koedijk, voormalig commodore van de Nederlandse koopvaardijvloot, 1925 - 2014, kreeg de gouden medaille[3]

## Een tweede, particuliere, De Ruyter-medaille
Er bestond naast de onderscheiding van de Staat der Nederlanden ook een particuliere "De Ruyter-medaille". Deze had de vorm van een plaquette, een vierkante medaille zonder draaglint of  keten, en werd in 1912 voor het eerst door het "Fonds voor de De Ruytermedaille" uitgereikt. Voor zover bekend werden negen plaquettes gemaakt.
Een van deze plaquettes, een in 1923 aan de NZHRM uitgereikt exemplaar, bevindt zich in het reddingmuseum Dorus Rijkers in Den Helder.
Het is een gouden, althans vergulde, plaquette met op de achterzijde de tekst "de Ruyter medaille", in het midden is een erepalm met de tekst "hulde voor de verdiensten op het gebied van het reddingwezen anno 1923 Noord- en Zuid-Hollandsche Redding Maatschappij" aangebracht en daaronder staat de tekst "uitgereikt 28 april 1923". Op de voorzijde is Michiel de Ruyter afgebeeld met de data "24 maart 1607-29 april 1676".